# Lucjan Landau
Lucjan Landau (ur. 1912 w Warszawie, zm. 2001) – polski inżynier mieszkający w Wielkiej Brytanii, twórca współczesnej technologii produkcji prezerwatyw, a także medium i detektyw-jasnowidz.

## Życiorys
Studia w dziedzinie przetwórstwa gumy odbył na Politechnice Północnej w Londynie. Wybór kierunku był podyktowany oczekiwaniami rodziny, która posiadała małe przedsiębiorstwo zajmujące się gumą, perfumami, kosmetykami oraz mydłem, i która oczekiwała, że po uzyskaniu dyplomu Landau wróci do Polski, by przejąć rodzinną firmę. Landau szybko jednak zdecydował się pozostać w Londynie, ale nie porzucił studiów. W wolnych chwilach odbywał wędrówki po okolicy, w szczególności Upper Street i Chapel Market, ale też Islington, Hackney i Camden, City i West End. Podczas wędrówek oglądał wystawy sklepowe, a w szczególności wyroby z gumy.
Korzystając z uczelnianego laboratorium, Landau opracował nowy proces produkcji gumowych gąbek toaletowych. Ponieważ na podstawie wizy studenckiej nie mógł legalnie podjąć pracy, zdecydował się założyć przedsiębiorstwo i zatrudnił pracowników. Szybko uzyskał zezwolenie na pobyt, które miało być ważne do czasu póki jego firma będzie funkcjonować. Nie porzucił jednak eksperymentów i pracując z próbką lateksu i szklanymi rurkami, zdecydował się na produkcję lateksowych prezerwatyw. Pomysł ten był obiecujący biznesowo również z tego względu, że nie było wówczas żadnego brytyjskiego producenta, a wszystkie wyroby dostępne na miejscowym rynku były importowane z Niemiec i USA.
Szukając zbytu wśród miejscowych aptekarzy został przez jednego z nich skierowany do Lionela Alfreda Jacksona, który dostarczał aptekom i drogeriom produkty sprowadzane przez jego firmę London Rubber. Jackson pożyczył Landauowi 600 funtów na założenie British Latex Products, które od tego czasu dostarczało prezerwatywy dla London Rubber pod marką Durex, którą Jackson w 1929 opatentował jako swój znak towarowy. Jackson objął 60% udziałów w British Latex Products, ale Landau miał pełną swobodę zaprojektowania i organizacji linii produkcyjnej. Ręczna produkcja prezerwatyw rozpoczęła się w 1932. W 1934 Jackson, wedle autobiografii Landaua chorujący na raka kręgosłupa, zmarł, a firmę odziedziczyli jego brat oraz dwie siostry, z którymi Landau miał trudne kontakty ze względu na obustronną niechęć. Z tego powodu ograniczył kontakty z kierownictwem London Rubber i skupiał się na pracach nad technicznymi aspektami funkcjonowania produkcji.
Landau nadzorował również pod koniec lat 30. przenosiny firmy do nowo wybudowanej fabryki w Chingford. W okresie II wojny światowej priorytetowym odbiorcą produkcji były brytyjskie siły zbrojne, jednak Landau dbał o zapewnienie jakości wyrobu wobec niejednorodności i zmiennej jakości surowca dostarczanego do zakładu (z powodu wojennych niedostatków), zautomatyzował część procesu produkcji i zmaksymalizował wydajność. Po wojnie został dyrektorem London Rubber i kontynuował proces automatyzacji, dzięki czemu produkcja wzrosła z 2 mln szt. rocznie na początku lat 30. do 2 mln szt. tygodniowo w początkach lat 1950. Po wojnie konflikt Landaua z właścicielami firmy zaostrzyła rzekoma sprzedaż prezerwatyw na czarnym rynku w czasie wojny, czego pokłosiem była powojenna kontrola skarbowa, po której właścicieli ukarano grzywną, a Landaua oczyszczono z zarzutów.
Landau odszedł z London Rubber w 1953, gdy właściciele zignorowali 21. rocznicę jego pracy i nie wręczyli mu tradycyjnego zegarka oraz nie złożyli gratulacji. Po jego odejściu firma usunęła go ze swojej historii i wszelkie zasługi dla rozwoju przedsiębiorstwa przypisano Lionelowi Jacksonowi. Po odejściu zajął się spirytyzmem i innymi paranormalnymi zjawiskami, m.in. mediumizmem, a także należał do London Spiritualist Alliance i Society for Psychical Reasearch.
W 1967 przeprowadził się na wyspę Man. Zmarł w 2001 r.